# Teresa Sensi
Teresa Sensi (Assisi, 27 dicembre 1900 – Venezia, 8 gennaio 1993) è stata una scrittrice e giornalista italiana.
Originaria di Assisi (Perugia), già nel 1916 pubblica la sua prima raccolta di novelle, L'ignoto. Si trasferì a Venezia ove sposò il pittore Carlo Dalla Zorza e collabora con La Gazzetta di Venezia e Il Gazzettino. Estende poi la sua collaborazione a numerosi giornali, quotidiani e riviste tra cui Annabella, L'Illustrazione italiana, La Gazzetta del Popolo, Grandi Firme,Il Resto del Carlino, L'Osservatore politico e letterario, Ateneo Veneto, Giornale d'Italia, Gazzetta del Mezzogiorno.
L'editore Angelo Rizzoli le chiede di scrivere un romanzo ed esce così L'amore degli altri, primo di una lunga serie di successi che, tra gli anni quaranta e gli anni cinquanta, la vedono divisa tra giornalismo e letteratura. Rimasta vedova nel 1977 scrive il celebre Itinerari della memoria presentato da Gianni Crovato, direttore de Il Gazzettino e raccoglie 16 elzeviri apparsi sulla terza pagina del quotidiano veneto.
Fu la prima umbra iscritta all'ordine dei giornalisti. Collaborò con numerose testate locali e nazionali.

## Opere
- L'ignoto L. Cappelli (1916)
- L'amore degli altri Rizzoli & C. (1937)
- Quando tu non ci sei Rizzoli & C. (1938)
- Donna sola Rizzoli & C. (1940)
- Una tra noi due Rizzoli e C. (1941)
- Amore di fine giornata Rizzoli e C. (1943)
- Qualcuno accanto Eli, Edizioni Librarie Italiane (1944)
- Cieli spenti Rizzoli & C. (1944)
- Qualcuno ha tardato Rizzoli (1946)
- Il passato ci aspetta Rizzoli (1947)
- Ci si incontra dopo Rizzoli (1949)
- Il viso nascosto Rizzoli (1950)
- Seconde nozze Rizzoli (1951)
- Il destino è sempre un altro Rizzoli (1952)
- Sogni a prestito Rizzoli (1953)
- Oggi è come ieri Rizzoli (1953)
- Scala di servizio Rizzoli (1955)
- Le ombre han lasciato il cancello Rizzoli (1956)
- Silenzio di stella Rizzoli (1957)
- Il sogno cammina con noi Rizzoli (1958)
- Il ragazzo della domenica Rizzoli (1959)
- Il lungo esilio Rizzoli (1960)
- Non tutto finisce Rizzoli (1962)
- L'ora sbagliata Rizzoli (1965)
- Il giro dell'orto Edizioni di Novissima (1968)
- Cena in terrazza Rebellato (1976)
- Itinerari della memoria Galleria Ponte rosso (1982)
- Il piano di sopra EDN (1989)
- Giorno per giorno Consonni Editore, 1991
- Pietre in fiore (romanzo postumo a cura di Daniela Zamburlin) Supernova (2002)